# Велоспорт на літніх Олімпійських іграх 2020 — кейрін (жінки)
Змагання з кейріну серед жінок на літніх Олімпійських іграх 2020 відбулися 4–5 серпня 2021 року на велодромі Ідзу. Змагалися 30 велосипедисток з 18 країн.

## Передісторія
Це буде третя поява цієї дисципліни на Олімпійських іграх. Її проводили на кожній літній Олімпіаді починаючи з 2012 року.
Чинна олімпійська чемпіонка - Еліс Лігтле з Нідерландів. Чинна чемпіонка світу (2020) - Емма Гінце з Німеччини.

## Кваліфікація
Національний олімпійський комітет (НОК) може виставити на змагання з кейріну серед жінок щонайбільше 2 велосипедистки. Квоти одержує НОК, який сам вибирає велосипедисток, що візьмуть участь у змаганнях. Всі квоти розподілено відповідно до світового рейтингу UCI за країнами за 2018-2020 роки. Вісім країн, що кваліфікувались у змагання з командного спринту, можуть виставити по дві велосипедистки в кейріні (як і в індивідуальному спринті). Країни, велосипедистка яких кваліфікувалась за рейтингом спринту, можуть виставити цю велосипедистку і в кейріні. Нарешті, сім місць розподілено за рейтингом кейріну. Оскільки кваліфікація завершилась до закінчення Чемпіонату світу з велоспорту на треку 2020 1 березня 2020 року (останнє змагання, що могло змінити рейтинг 2018-20 років), то пандемія COVID-19 на кваліфікацію не вплинула.

## Формат змагань
У заїздах з кейріну беруть участь до 7 велосипедисток (хоча у форматі 2020 року немає заїздів, у яких понад 6 спортсменок). Упродовж трьох кіл (загалом 750 м) велосипедистки їдуть за темповим мотоциклом; потім мотоцикл з'їжджає з треку, а велосипедистки долають ще 3 кола. Ці дистанції змінено порівняно з Іграми 2016 року, скорочено темпову частину з 5,5 кіл і подовжено спринт з 2,5 кола. Мотоцикл на старті має швидкість 30 км/год, а потім розганяється до 50 км/год, перш ніж з’їхати з треку.
Змагання складаються з чотирьох основних раундів (у порівнянні з трьома 2016 року) та додаткового раунду :
- Перший раунд: 5 заїздів по 6 велосипедисток у кожному. З кожного заїзду по 2 найкращі велосипедистки (загалом 10) виходять до другого раунду; всі інші (20 велосипедисток) потрапляють у додатковий раунд.
- Додатковий раунд: чотири заїзди по 5 велосипедисток у кожному. Найкращі 2 велосипедистки з кожного заїзду (загалом 8), як і переможці першого раунду, виходять до другого раунду. Інші 12 велосипедисток вибувають.
- Другий раунд: три заїзди по 6 велосипедисток у кожному. Найкращі 4 велосипедистки з кожного заїзду (загалом 12) виходять до півфіналу. Решта 6 велосипедисток вибувають.
- Півфінали: два заїзди по 6 велосипедисток у кожному. 3 найкращі велосипедистки з кожного півфіналу (загалом 6) виходять до фіналу А; решта 3 з кожного півфіналу потрапляють до фіналу В, в якому не претендують на медалі.
- Фінали: два заїзди. У фіналі А 6 найкращих велосипедисток розігрують медалі. У фіналі B розігрують місця з 7-го по 12-те.

## Розклад
Змагання в цій дисципліні відбуваються два дні поспіль.
| З | Попередні заїзди | ЧФ | Чвертьфінали | ПФ | Півфінали | Ф | Фінали |

| Дата →         | 2 сер | 2 сер | 2 сер | 3 сер | 3 сер | 3 сер | 4 сер | 5 сер | 5 сер | 5 сер | 5 сер | 6 сер | 6 сер | 7 сер | 7 сер | 8 сер | 8 сер | 8 сер | 8 сер |
| -------------- | ----- | ----- | ----- | ----- | ----- | ----- | ----- | ----- | ----- | ----- | ----- | ----- | ----- | ----- | ----- | ----- | ----- | ----- | ----- |
| Кейрін (жінки) |       |       |       |       |       |       | З     | ЧФ    | ПФ    | Ф     | Ф     |       |       |       |       |       |       |       |       |

## Результати

### Перший раунд
| Місце | Велогонщиця        | Країна                | Відставання | Примітки |
| ----- | ------------------ | --------------------- | ----------- | -------- |
| 1     | Лауріне ван Ріссен | Нідерланди (NED)      |             | ЧФ       |
| 2     | Чжун Тяньши        | Китай (CHN)           | +0.174      | ЧФ       |
| 3     | Лі Хе Джін         | Південна Корея (KOR)  | +0.371      | Д        |
| 4     | Джессіка Лі        | Гонконг (HKG)         | +0.445      | Д        |
| 5     | Кеті Марчант       | Велика Британія (GBR) | REL         | Д        |

| Місце | Велогонщиця               | Країна                           | Відставання | Примітки |
| ----- | ------------------------- | -------------------------------- | ----------- | -------- |
| 1     | Леа Фрідріх               | Німеччина (GER)                  |             | ЧФ       |
| 2     | Шмельова Дар'я Михайлівна | Олімпійський комітет Росії (ROC) | +0.102      | ЧФ       |
| 3     | Лі Хвейші                 | Гонконг (HKG)                    | +0.188      | Д        |
| 4     | Шарлен дю През            | ПАР (RSA)                        | +0.309      | Д        |
| 5     | Коралі Демай              | Франція (FRA)                    | +0.425      | Д        |
| 6     | Мігле Марозайте           | Литва (LTU)                      | +1.364      | Д        |

| Місце | Велогонщиця                 | Країна                           | Відставання | Примітки |
| ----- | --------------------------- | -------------------------------- | ----------- | -------- |
| 1     | Келсі Мітчелл               | Канада (CAN)                     |             | ЧФ       |
| 2     | Даніела Гаксіола            | Мексика (MEX)                    | +0.100      | ЧФ       |
| 3     | Войнова Анастасія Сергіївна | Олімпійський комітет Росії (ROC) | +0.119      | Д        |
| 4     | Бао Шаньцзюй                | Китай (CHN)                      | +0.206      | Д        |
| 5     | Емма Гінце                  | Німеччина (GER)                  | +0.310      | Д        |
| 6     | Басова Любов Валеріївна     | Україна (UKR)                    | +0.554      | Д        |

| Місце | Велогонщиця                | Країна              | Відставання | Примітки |
| ----- | -------------------------- | ------------------- | ----------- | -------- |
| 1     | Старікова Олена Вікторівна | Україна (UKR)       |             | ЧФ       |
| 2     | Юка Кобаясі                | Японія (JPN)        | +0.070      | ЧФ       |
| 3     | Шенн Браспенінкс           | Нідерланди (NED)    | +0.105      | Д        |
| 4     | Еллесс Ендрюс              | Нова Зеландія (NZL) | +0.182      | Д        |
| 5     | Марлена Карвацька          | Польща (POL)        | +0.400      | Д        |
| 6     | Сімона Крупекайте          | Литва (LTU)         | +1.093      | Д        |

| Місце | Велогонщиця     | Країна          | Відставання | Примітки |
| ----- | --------------- | --------------- | ----------- | -------- |
| 1     | Лоріан Дженест  | Канада (CAN)    |             | ЧФ       |
| 2     | Меделін Ґодбі   | США (USA)       | +0.075      | ЧФ       |
| 3     | Уршула Лось     | Польща (POL)    | +0.159      | Д        |
| 4     | Каарле Маккалох | Австралія (AUS) | +0.365      | Д        |
| 5     | Юлі Вердуго     | Мексика (MEX)   | +0.440      | Д        |
| 6     | Матільда Грос   | Франція (FRA)   | +1.126      | Д        |

### Утішні заїзди
| Місце | Велогонщиця             | Країна               | Відставання | Примітки |
| ----- | ----------------------- | -------------------- | ----------- | -------- |
| 1     | Еллесс Ендрюс           | Нова Зеландія (NZL)  |             | ЧФ       |
| 2     | Басова Любов Валеріївна | Україна (UKR)        | +0.074      | ЧФ       |
| 3     | Лі Хе Джін              | Південна Корея (KOR) | +0.133      |          |
| 4     | Джессіка Лі             | Гонконг (HKG)        | +1.005      |          |
| 5     | Мігле Марозайте         | Литва (LTU)          | +1.241      |          |

| Місце | Велогонщиця       | Країна          | Відставання | Примітки |
| ----- | ----------------- | --------------- | ----------- | -------- |
| 1     | Лі Хвейші         | Гонконг (HKG)   |             | ЧФ       |
| 2     | Каарле Маккалох   | Австралія (AUS) | +0.146      | ЧФ       |
| 3     | Сімона Крупекайте | Литва (LTU)     | +0.554      |          |
| 4     | Юлі Вердуго       | Мексика (MEX)   | +0.601      |          |
| 5     | Бао Шаньцзюй      | Китай (CHN)     | +0.620      |          |

| Місце | Велогонщиця                 | Країна                           | Відставання | Примітки |
| ----- | --------------------------- | -------------------------------- | ----------- | -------- |
| 1     | Кеті Марчант                | Велика Британія (GBR)            |             | ЧФ       |
| 2     | Матільда Грос               | Франція (FRA)                    | +0.137      | ЧФ       |
| 3     | Войнова Анастасія Сергіївна | Олімпійський комітет Росії (ROC) | +0.143      |          |
| 4     | Марлена Карвацька           | Польща (POL)                     | +0.243      |          |
| 5     | Шарлен дю През              | ПАР (RSA)                        | +0.351      |          |

| Місце | Велогонщиця      | Країна           | Відставання | Примітки |
| ----- | ---------------- | ---------------- | ----------- | -------- |
| 1     | Шенн Браспенінкс | Нідерланди (NED) |             | ЧФ       |
| 2     | Емма Гінце       | Німеччина (GER)  | +0.005      | ЧФ       |
| 3     | Уршула Лось      | Польща (POL)     | +0.119      |          |
| 4     | Коралі Демай     | Франція (FRA)    | +0.603      |          |

### Чвертьфінали
| Місце | Велогонщиця                | Країна                           | Відставання | Примітки |
| ----- | -------------------------- | -------------------------------- | ----------- | -------- |
| 1     | Лі Хвейші                  | Гонконг (HKG)                    |             | ПФ       |
| 2     | Старікова Олена Вікторівна | Україна (UKR)                    | +0.029      | ПФ       |
| 3     | Шмельова Дар'я Михайлівна  | Олімпійський комітет Росії (ROC) | +0.086      | ПФ       |
| 4     | Емма Гінце                 | Німеччина (GER)                  | +0.490      | ПФ       |
| 5     | Кеті Марчант               | Велика Британія (GBR)            | +41.527     |          |
| 6     | Лауріне ван Ріссен         | Нідерланди (NED)                 | DNF         |          |

| Місце | Велогонщиця      | Країна              | Відставання | Примітки |
| ----- | ---------------- | ------------------- | ----------- | -------- |
| 1     | Шенн Браспенінкс | Нідерланди (NED)    |             | ПФ       |
| 2     | Еллесс Ендрюс    | Нова Зеландія (NZL) | +0.052      | ПФ       |
| 3     | Даніела Гаксіола | Мексика (MEX)       | +0.084      | ПФ       |
| 4     | Лоріан Дженест   | Канада (CAN)        | +0.094      | ПФ       |
| 5     | Матільда Грос    | Франція (FRA)       | +0.312      |          |
| 6     | Леа Фрідріх      | Німеччина (GER)     | +0.313      |          |

| Місце | Велогонщиця             | Країна          | Відставання | Примітки |
| ----- | ----------------------- | --------------- | ----------- | -------- |
| 1     | Келсі Мітчелл           | Канада (CAN)    |             | ПФ       |
| 2     | Каарле Маккалох         | Австралія (AUS) | +0.136      | ПФ       |
| 3     | Чжун Тяньши             | Китай (CHN)     | +0.152      | ПФ       |
| 4     | Басова Любов Валеріївна | Україна (UKR)   | +0.354      | ПФ       |
| 5     | Меделін Ґодбі           | США (USA)       | +0.434      |          |
| 6     | Юка Кобаясі             | Японія (JPN)    | +0.447      |          |

### Півфінали
| Місце | Велогонщиця                | Країна              | Відставання | Примітки |
| ----- | -------------------------- | ------------------- | ----------- | -------- |
| 1     | Старікова Олена Вікторівна | Україна (UKR)       |             | FA       |
| 2     | Еллесс Ендрюс              | Нова Зеландія (NZL) | +0.017      | FA       |
| 3     | Басова Любов Валеріївна    | Україна (UKR)       | +0.071      | FA       |
| 4     | Даніела Гаксіола           | Мексика (MEX)       | +0.097      | FB       |
| 5     | Лі Хвейші                  | Гонконг (HKG)       | +0.153      | FB       |
| 6     | Чжун Тяньши                | Китай (CHN)         | +0.322      | FB       |

| Місце | Велогонщиця               | Країна                           | Відставання | Примітки |
| ----- | ------------------------- | -------------------------------- | ----------- | -------- |
| 1     | Шенн Браспенінкс          | Нідерланди (NED)                 |             | FA       |
| 2     | Келсі Мітчелл             | Канада (CAN)                     | +0.277      | FA       |
| 3     | Лоріан Дженест            | Канада (CAN)                     | +0.315      | FA       |
| 4     | Шмельова Дар'я Михайлівна | Олімпійський комітет Росії (ROC) | +0.320      | FB       |
| 5     | Каарле Маккалох           | Австралія (AUS)                  | +0.400      | FB       |
| 6     | Емма Гінце                | Німеччина (GER)                  | +0.814      | FB       |

### Фінали

#### Фінал B
| Місце | Велогонщиця               | Країна                           | Відставання | Примітки |
| ----- | ------------------------- | -------------------------------- | ----------- | -------- |
| 7     | Емма Гінце                | Німеччина (GER)                  |             |          |
| 8     | Лі Хвейші                 | Гонконг (HKG)                    | +0.043      |          |
| 9     | Каарле Маккалох           | Австралія (AUS)                  | +0.097      |          |
| 10    | Шмельова Дар'я Михайлівна | Олімпійський комітет Росії (ROC) | +0.163      |          |
| 11    | Даніела Гаксіола          | Мексика (MEX)                    | +0.617      |          |
| 12    | Чжун Тяньши               | Китай (CHN)                      | +0.729      |          |

#### Фінал A
| Місце | Велогонщиця                | Країна              | Відставання | Примітки |
| ----- | -------------------------- | ------------------- | ----------- | -------- |
| 1     | Шенн Браспенінкс           | Нідерланди (NED)    |             |          |
| 2     | Еллесс Ендрюс              | Нова Зеландія (NZL) | +0.061      |          |
| 3     | Лоріан Дженест             | Канада (CAN)        | +0.148      |          |
| 4     | Старікова Олена Вікторівна | Україна (UKR)       | +0.396      |          |
| 5     | Келсі Мітчелл              | Канада (CAN)        | +0.566      |          |
| 6     | Басова Любов Валеріївна    | Україна (UKR)       | +0.580      |          |